# Milonia brevipes
Milonia brevipes är en spindelart som beskrevs av Tord Tamerlan Teodor Thorell 1890. Milonia brevipes ingår i släktet Milonia och familjen hjulspindlar. Inga underarter finns listade i Catalogue of Life.